# Adriano Langa
Adriano Langa (ur. 25 października 1946 w Macupulana) – mozambicki duchowny rzymskokatolicki, w latach 2006-2022 biskup Inhambane. 1998 - 2005 biskup pomocniczy Maputo, potem przez rok biskup koadiutor Inhambane.
4 kwitnie 2022 roku papież Franciszek przyjął jego rezygnację z funkcji biskupa Inhambane.